# Samuel Kotto
Samuel Junior Kotto (3 settembre 2003) è un calciatore camerunese, difensore del Gent.

## Caratteristiche tecniche
È un difensore centrale mancino.

## Carriera

### Club
Cresciuto nella APEJES Academy in Camerun, il 9 marzo 2022 è stato acquistato dal Malmö FF, club della prima divisione svedese, con cui ha firmato un contratto fino al 2025. Il 4 aprile seguente è stato ceduto in prestito in terza divisione al BK Olympic, dove ha giocato fino a dicembre disputando 24 incontri e segnando una rete. Rientrato a Malmö a inizio 2023, il 4 maggio ha debuttato in Allsvenskan nell'incontro vinto 6-0 contro il Varberg ed il 19 luglio è stato ceduto in prestito al Landskrona BoIS (club di seconda divisione) fino al termine della stagione.
Il 12 gennaio 2024 è stato prestato per la terza volta, in questo caso al IFK Värnamo, in prima divisione, dove ha giocato con continuità evitando la retrocessione nei play-out contro la sua ex squadra, il Landskrona.
Il 20 gennaio 2025 è stato acquistato a titolo definitivo dal Gent, club della prima divisione belga.

### Nazionale
Nel 2021 ha partecipato con il Camerun Under-20 alla Coppa d'Africa di categoria, dove ha giocato un incontro.

## Statistiche

### Presenze e reti nei club
Statistiche aggiornate al 10 aprile 2025.
| Stagione        | Squadra         | Campionato      | Campionato | Campionato | Coppe nazionali | Coppe nazionali | Coppe nazionali | Coppe continentali | Coppe continentali | Coppe continentali | Altre coppe | Altre coppe | Altre coppe | Totale | Totale | Totale |
| Stagione        | Squadra         | Comp            | Pres       | Reti       | Comp            | Pres            | Reti            | Comp               | Pres               | Reti               | Comp        | Pres        | Reti        | Pres   | Reti   |        |
| --------------- | --------------- | --------------- | ---------- | ---------- | --------------- | --------------- | --------------- | ------------------ | ------------------ | ------------------ | ----------- | ----------- | ----------- | ------ | ------ | ------ |
| 2022            | BK Olympic      | D1              | 24         | 1          | CS+CS           | 0               | 0               | -                  | -                  | -                  | -           | -           | -           | 24     | 1      |        |
| 2023            | Malmö FF        | A               | 1          | 0          | CS+CS           | 0               | 0               | -                  | -                  | -                  | -           | -           | -           | 1      | 0      |        |
| 2023            | Landskrona BoIS | S1              | 14         | 0          | CS+CS           | 0+1             | 0               | -                  | -                  | -                  | -           | -           | -           | 15     | 0      |        |
| 2024            | IFK Värnamo     | A               | 17+2       | 1+0        | CS+CS           | 3+1             | 0               | -                  | -                  | -                  | -           | -           | -           | 23     | 1      |        |
| 2024-2025       | Gent            | PL              | 5          | 0          | CB              | 0               | 0               | UECL               | 0                  | 0                  | -           | -           | -           | 5      | 0      |        |
| Totale carriera | Totale carriera | Totale carriera | 63         | 2          |                 | 5               | 0               |                    | 0                  | 0                  |             | -           | -           | 68     | 2      |        |